# George Bass (Forschungsreisender)

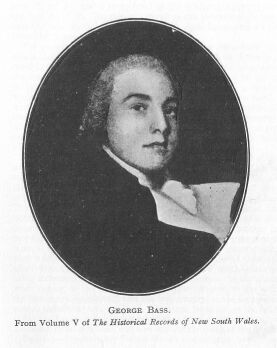
George Bass

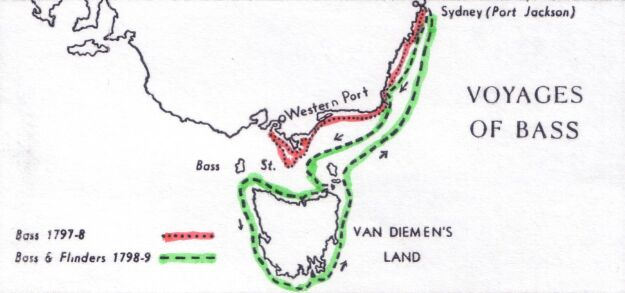
Die Entdeckungsreisen des George Bass 1797–1799

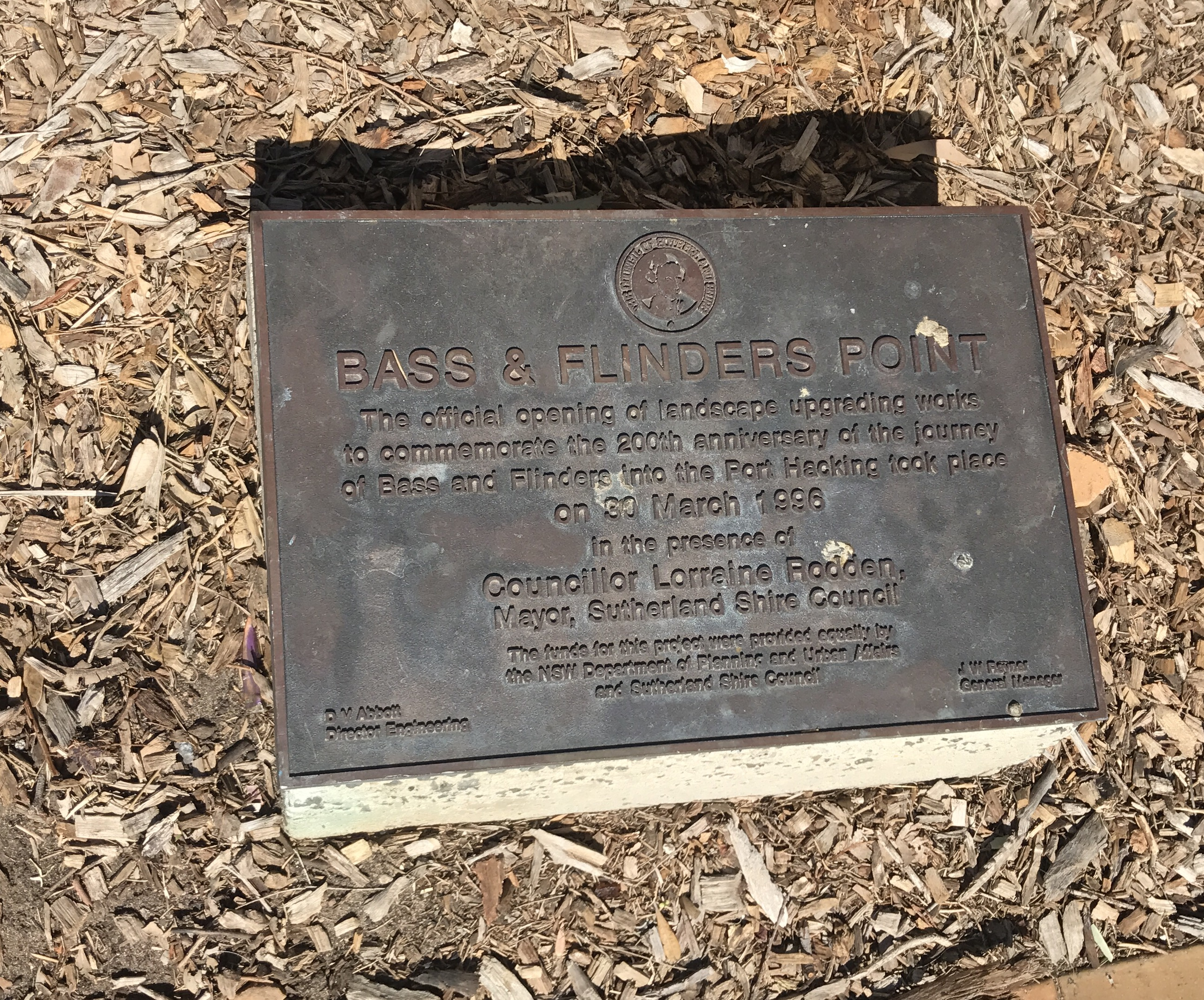

George Bass (* 30. Januar 1771 in Aswarby bei Sleaford; † 1803) war ein englischer Forscher. Er umrundete mit Matthew Flinders Tasmanien und erforschte die Meerenge zwischen Festlands-Australien und Tasmanien, die nach ihm als Bass-Straße benannt ist.

## Leben
Bass wurde in Aswarby, nahe Sleaford, Lincolnshire, als Sohn von Bauern geboren. Über seine Jugend ist wenig bekannt, außer dass er recht jung seinen Vater verlor und eine Kurarztausbildung in Boston absolvierte. Da es sein Kindheitstraum war, Seemann zu werden, heuerte er auf verschiedenen Mittelmeer-Expeditionen an. Eine davon erlitt vor Bodrum Schiffbruch. Im Februar 1795 segelte Bass nach Neuholland (Niederländisch-Brasilien) und lernte an Bord Matthew Flinders kennen. Im Schlepptau hatte er ein kleines Boot, die Tom Thumb, gerade groß genug, um damit Ozeanränder zu tangieren.
Schnell freundeten sich Bass und Flinders an und sinnierten darüber, welche einmalige Gelegenheit sich ihnen auftäte, würden sie die unvollständigen Aufzeichnungen der Südostküste von New South Wales komplettieren, und sie planten daraufhin, dieses Gebiet zu bereisen. Der Reisebericht dieser Expedition, die sie die Botany Bay südwärts führte, fiel Gouverneur John Hunter in die Hände und führte zur Besiedelung von Banktown, einer der ersten Niederlassungen, die sich in Australien etablierten.
Die Tom Thumb leckte allerdings nach dieser Expedition. Bass und Flinders stiegen zunächst auf einen Walfänger um, mit dem sie eine Seestraße zwischen Tasmanien und Australien entdeckten. Daraufhin gab Hunter Bass seine wohl größte Expedition in Auftrag. Flinders und er sollten von Port Jackson aus Tasmanien umrunden. Möglich werden sollte das mit der 25 Tonnen schweren Norfolk.
Am 7. Oktober 1798 lief die Norfolk aus, umrundete das tasmanische Festland und kehrte am 12. Januar 1799 nach Sydney zurück. Noch im selben Jahr kehrte Bass nach England zurück, wo er 1800 Elizabeth Waterhouse heiratete. Schon 1801 kehrte er nach Australien zurück und bereiste weiterhin die umliegenden Inselgruppen. Am 5. Februar 1803 stach er zu seiner letzten Expedition nach Peru in See. Was genau ihm dort widerfuhr, ist unbekannt. Gerüchte sprachen von einem Unfall auf hoher See bis hin zu einem Attentat von Spaniern.

## Ehrungen
Nach George Bass sind benannt:
- die Meerenge zwischen Australien und Tasmanien, die Bass-Straße (engl. Bass Strait).
- eine Gruppe kleiner Felsinseln, die Bass Rocks, heute Marotiri genannt.
- die Bass Islands, eine Gruppe von drei Inseln im Westen des Eriesees
- die Bass Islands, ein Archipel der zum Inselstaat der Salomonen gehörenden Duff-Inseln
- Bass Highway, eine Fernstraße in Tasmanien
- Bass Coast Shire, ein Verwaltungsbezirk in Australien